# 新・日本街路樹100景
新・日本街路樹百景（しん・にほんがいろじゅひゃっけい）とは、読売新聞社が1994年に発表した街路樹の日本全国百選である。

## 概要
1994年（平成6年）に読売新聞社が読売新聞創刊120年を記念し、全国から景観に優れた街路樹を470景（各都道府県ごとに10景を選定）選定し、その中からさらに100景を厳選したものである。発表は1994年11月30日の読売新聞朝刊にて行われた。
選定基準は、手入れが十分に行き届いており、環境面で地域住民に少なからぬ恩恵を与え、歴史的、文化的な価値を有し、かつ人々の目を楽しませている、などの条件が挙げられる。
選出場所については下記とCategory:新・日本街路樹100景を参照（一部、重複あり）。

## 新・日本街路樹100景一覧
| No. | 認定名称                         | 所在地                 |
| --- | -------------------------------- | ---------------------- |
| 001 | 赤松街道                         | 北海道七飯町           |
| 002 | 二十間道路桜並木                 | 北海道静内町           |
| 003 | 官庁街通り                       | 青森県十和田市         |
| 004 | 国道7号バイパス                  | 青森県弘前市           |
| 005 | 中尊寺・月見坂の杉並木           | 岩手県平泉市           |
| 006 | 鍋屋敷の松並木                   | 岩手県盛岡市           |
| 007 | 県庁前のトチノキ並木             | 岩手県盛岡市           |
| 008 | 定禅寺通                         | 宮城県仙台市           |
| 009 | 一目千本桜                       | 宮城県大河原町・柴田町 |
| 010 | 武家屋敷通り                     | 秋田県角館町           |
| 011 | 松・杉並木                       | 秋田県美郷町           |
| 012 | 羽黒山の杉並木                   | 山形県羽黒町           |
| 013 | まほろばの緑道                   | 山形県高畠町           |
| 014 | 南湖公園の赤松                   | 福島県白河市           |
| 015 | 学園東大通り                     | 茨城県つくば市         |
| 016 | 昭和通り                         | 茨城県ひたちなか市     |
| 017 | 日光杉並木                       | 栃木県日光市           |
| 018 | 県庁前のトチノキ並木             | 栃木県宇都宮市         |
| 019 | 前橋駅前通りケヤキ並木           | 群馬県前橋市           |
| 020 | いずみ緑道                       | 群馬県大泉町           |
| 021 | 国道463号                        | 埼玉県所沢市ほか       |
| 022 | 東京外郭環状道路環境施設帯       | 埼玉県三郷市・和光市   |
| 023 | あすみ大通り                     | 千葉県千葉市           |
| 024 | 常磐平けやき通り                 | 千葉県松戸市           |
| 025 | 桜田通り                         | 東京都千代田区         |
| 026 | 表参道ケヤキ並木                 | 東京都渋谷区           |
| 027 | 絵画館前イチョウ並木             | 東京都港区             |
| 028 | 馬場大門ケヤキ並木               | 東京都府中市           |
| 029 | 山下公園通り                     | 神奈川県横浜市         |
| 030 | 国道16号                         | 神奈川県相模原市       |
| 031 | 東海道松並木                     | 神奈川県大磯町         |
| 032 | 門田のハザ並木                   | 新潟県新潟市           |
| 033 | 朝日町のメタセコイア             | 新潟県新潟市           |
| 034 | 市道牛島蜷川1号線                | 富山県富山市           |
| 035 | 八丁道                           | 富山県高岡市           |
| 036 | 百間掘通り                       | 石川県金沢市           |
| 037 | 広坂大通り                       | 石川県金沢市           |
| 038 | 平泉寺参道                       | 福井県勝山市           |
| 039 | 平和通り                         | 山梨県甲府市           |
| 040 | アカマツ並木                     | 山梨県河口湖町         |
| 041 | 松本城北側のカツラ並木           | 長野県松本市           |
| 042 | 旧軽井沢のカラマツ並木           | 長野県軽井沢町         |
| 043 | 本郷町通り                       | 岐阜県岐阜市           |
| 044 | 千本松原                         | 岐阜県海津町           |
| 045 | 東熊堂線のナンキンハゼ並木       | 静岡県沼津市           |
| 046 | 旧東海道松並木                   | 静岡県浜松市           |
| 047 | 久屋大通り                       | 愛知県名古屋市         |
| 048 | クスノキ通り                     | 愛知県豊橋市           |
| 049 | 中央通り                         | 三重県四日市市         |
| 050 | 塩浜の工場街路樹                 | 三重県四日市市         |
| 051 | 三多気の山桜並木                 | 三重県津市             |
| 052 | 官庁街のクスノキ並木             | 滋賀県東近江市         |
| 053 | マキノ高原のメタセコイア         | 滋賀県高島市           |
| 054 | 烏丸通り                         | 京都府京都市           |
| 055 | 加茂街道                         | 京都府京都市           |
| 056 | 御堂筋                           | 大阪府大阪市           |
| 057 | 中之島通                         | 大阪府大阪市           |
| 058 | フェニックス通り                 | 大阪府堺市             |
| 059 | ポートピア大通り                 | 兵庫県神戸市           |
| 060 | 大手前通り                       | 兵庫県姫路市           |
| 061 | 橘通り                           | 兵庫県尼崎市           |
| 062 | 法隆寺参道                       | 奈良県斑鳩町           |
| 063 | 橿原神宮参道                     | 奈良県橿原市           |
| 064 | けやき大通り                     | 和歌山県和歌山市       |
| 065 | 築地通り                         | 和歌山県和歌山市       |
| 066 | ときめきラインの松並木           | 鳥取県大山町           |
| 067 | シュロ並木                       | 鳥取県羽合町           |
| 068 | 塩見縄手の松並木                 | 島根県松江市           |
| 069 | チェリーロード                   | 島根県松江市           |
| 070 | 西川緑道                         | 岡山県岡山市           |
| 071 | 美観地区の柳並木                 | 岡山県倉敷市           |
| 072 | 平和大通り                       | 広島県広島市           |
| 073 | 蔵本通り                         | 広島県呉市             |
| 074 | パークロード                     | 山口県山口市           |
| 075 | 常盤通り                         | 山口県宇部市           |
| 076 | ワシントンヤシ並木               | 徳島県徳島市           |
| 077 | うだつの町の柳並木               | 徳島県美馬市           |
| 078 | 中央通り                         | 香川県高松市           |
| 079 | 高松空港線                       | 香川県高松市・香南町   |
| 080 | ワシントンヤシ通り               | 愛媛県宇和島市         |
| 081 | ヤマモモ通り                     | 愛媛県内子町           |
| 082 | 追手筋                           | 高知県高知市           |
| 083 | けやき通り                       | 福岡県福岡市           |
| 084 | 柳坂曽根のハゼ並木               | 福岡県久留米市         |
| 085 | 中原－日明通り                   | 福岡県北九州市         |
| 086 | 東唐津九里線                     | 佐賀県唐津市           |
| 087 | 虹の松原                         | 佐賀県唐津市           |
| 088 | セントポール通り                 | 長崎県長崎市           |
| 089 | 姫の松原                         | 長崎県小値賀町         |
| 090 | 第二空港線                       | 熊本県熊本市・益城町   |
| 091 | 大津街道                         | 熊本県熊本市・菊陽町   |
| 092 | 臨海産業道路                     | 大分県大分市           |
| 093 | アメリカフウ並木                 | 大分県大分市           |
| 094 | 県庁楠並木通り                   | 宮崎県宮崎市           |
| 095 | フェニックス・ワシントンヤシ並木 | 宮崎県宮崎市           |
| 096 | 歴史と文化の道                   | 鹿児島県鹿児島市       |
| 097 | ナポリ通り                       | 鹿児島県鹿児島市       |
| 098 | 那覇空港通り                     | 沖縄県那覇市           |
| 099 | ホウオウボク並木                 | 沖縄県糸満市           |
| 100 | ヤシ並木                         | 沖縄県北谷町・嘉手納町 |

※上記一覧リストの参考文献　なるほど知図帳 日本 2008　昭文社 (December 3, 2007)と同封「別冊 日本の百選BOOK」

## 選出一覧（一部）
※公的機関のホームページで紹介されているもののみ
- 赤松街道（北海道七飯町）[3]
- 松・杉並木（秋田県千畑町（現美郷町））[4]
- 国道463号（埼玉県浦和市（現さいたま市）～所沢市）[5]
- 土気あすみ大通り（千葉県千葉市）[6]
- 山下公園通り（神奈川県横浜市）[7]
- 国道16号（神奈川県相模原市）[8]
- 三笠通りのからまつ並木（長野県北佐久郡）[9]
- 三多気のサクラ（三重県美杉村（現津市））[10]
- チェリーロード（島根県島根町）[11]